# Battaglia dell'Avana (1762)
La battaglia dell'Avana è stata una spedizione militare durata da marzo all'agosto 1762 nell'ambito della guerra dei sette anni.
Le forze inglesi assediarono e catturarono la città di L'Avana, base della marina spagnola nei Caraibi. La città rimase in mano inglese fino alla fine della guerra.

## Preparazione
Il re Carlo III di Spagna aveva inviato nel febbraio 1761 una nuova guarnigione all'Avana agli ordini del Governatore e Capitano Generale dell'isola di Cuba Juan de Prado y Malleza, per proteggere la città dalla marina inglese, tuttavia un'epidemia di febbre gialla indebolì le truppe spagnole.
Quando la guerra scoppiò furono preparati dei piani per l'invasione dell'Avana, il comando venne affidato a George Keppel e al viceammiraglio George Pocock. Per lo svolgersi del piano fu necessario chiamare 4 000 uomini dagli ordini di Jeffrey Amherst. Le forze britanniche si congiunsero ad Haiti il 23 maggio.

## Assedio
Il 6 giugno la flotta inglese arrivò alla vista dell'Avana; le forze spagnole agli ordini di de Prado y Malleza e dell'ammiraglio Gutierre de Hevia y Valdés decisero di asserragliarsi nelle due fortezze che difendevano la città, abbandonando la flotta nel porto, e sperando in un'epidemia di febbre gialla tra gli invasori o in un uragano che avrebbe distrutto la flotta inglese.
La situazione rimase in stallo fino all'arrivo dei rinforzi inglesi che permisero una serie di attacchi via terra e via mare alle fortezze spagnole e la conquista del forte del Morro il 30 luglio.

## Resa
Dopo che l'11 agosto De Prado rifiutò la resa, le batterie inglesi aprirono il fuoco sul castillo de La Punta distruggendolo quasi totalmente entro la fine del giorno obbligando così De Prado alla resa.

## Conseguenze
La perdita dell'Avana e del 20% dei vascelli fu un duro colpo per la Spagna sia dal punto di vista economico sia per il prestigio spagnolo.
L'Avana e Manila ritornarono alla Spagna in seguito al trattato di Parigi che obbligò la Spagna alla cessione della Florida e di Minorca e ad un pagamento per Manila all'Inghilterra, tuttavia la Spagna ottenne la Louisiana dalla Francia per essere entrata in guerra.